# 達維德·勞姆
達維德·勞姆（德語：David Raum；1998年4月22日—），德國足球運動員，現效力德甲球會RB萊比錫，德國國家足球隊成員，司職左後衛。他曾在2021年加入德國國奧隊，隨隊參加2020年東京奧運。

## 俱樂部生涯
勞姆出生在紐倫堡，8歲加入到格雷特霍夫青訓。當時尚未踢過德甲，但他在德乙作為左後衛的他上賽季送出了13個助攻，幫助球隊以排名第二的直接升級。2021年1月，霍芬海姆和勞姆簽下了一份4年合同。

## 國家隊生涯
從U19階段開始，勞姆入選了德國青年國家足球隊，並成為了主力。在2021年歐洲U-21足球錦標賽的淘汰賽階段，勞姆隨隊成功奪取冠軍。

## 外部連結
- worldfootball.net：達維德·勞姆之統計數據 （英文）